# Chiavenna
Chiavenna – miejscowość i gmina we Włoszech, w regionie Lombardia, w prowincji Sondrio.
Według danych na rok 2004 gminę zamieszkiwały 7244 osoby, 658,5 os./km².
Urodził się tu dyplomata papieski abp Saverio Ritter.

## Bibliografia

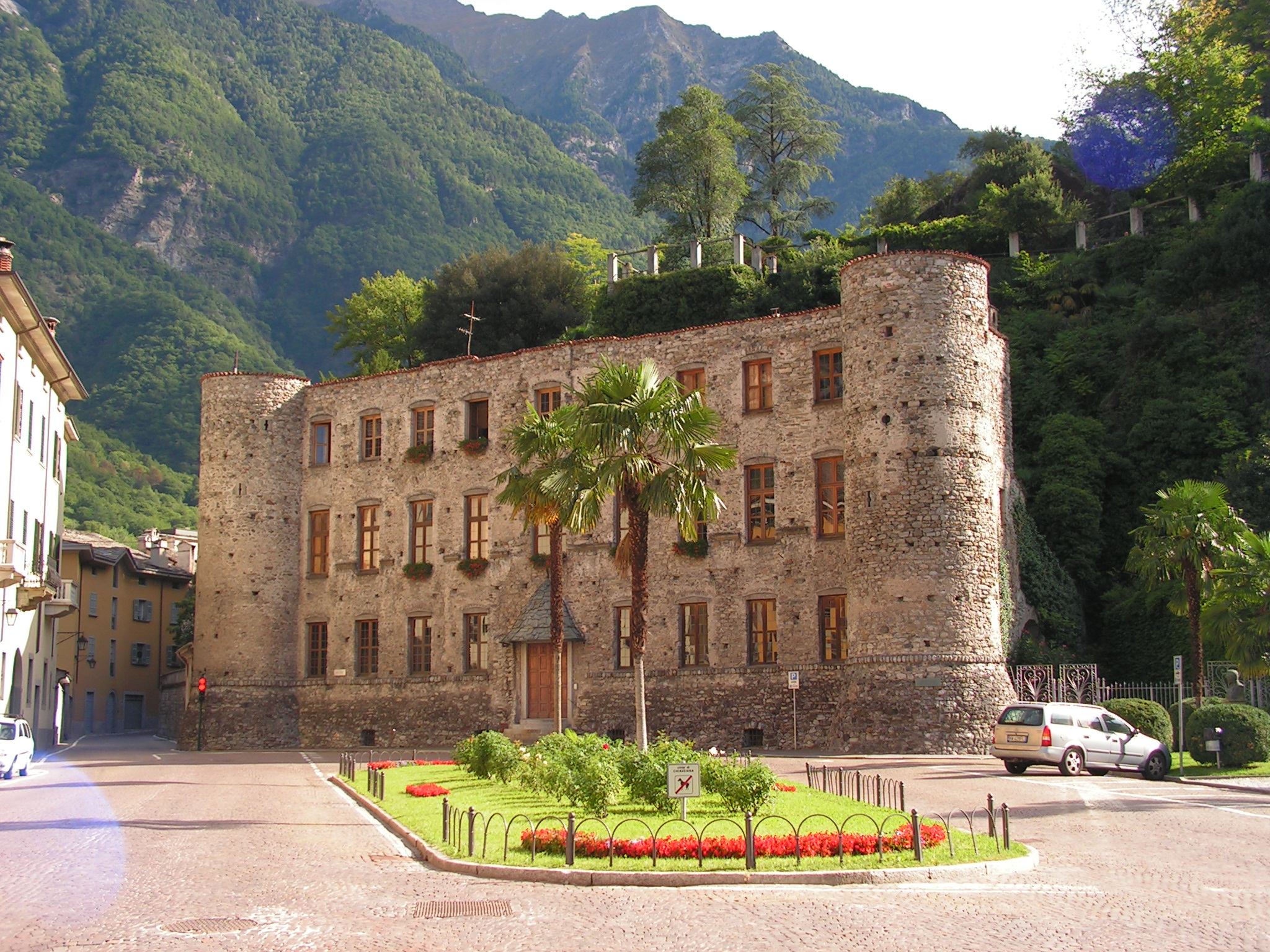
Zamek w Chiavennie